# Bohusländska fiskarefonden
Bohusländska fiskarefonden var en fond instiftad 1903 för att lindra nöden för efterlevare till bohuslänska fiskare, vilka omkommit genom olyckshändelse under yrkets utövande, och i övrigt lindra nöden hos kustbefolkningen och förbättra deras möjligheter till försörjning. Den slogs senare samman med Fonden till förbättrande av länets skärgårds- och kustallmoges ställning.
Idag finns Stiftelsen Bohusländska Fiskarefonden med Västra Götalandsregionen som huvudman.
Nyss nämnda organisation skall inte förväxlas med Bohuslänska Fiskarefonden, som bildades 1971.